# Кюпри (Воден)
Кюпрѝ (на гръцки: Κιουπρί) е османски каменен мост, разположен в град Воден (Едеса), Гърция.

## Местоположение
Мостът е разположен в западната част на Воден, там където река Вода навлиза в града.

## История
Представлява едносводесто каменно съоръжение с дължина 28 метра и ширина три метра. Около моста има паркче със стари чинари. Мостът е споменат от Евлия Челеби в 1668 година. Традиционно от него се хвърля кръстът на Богоявление. Шведският художник Бертил Кумлиен рисува моста и околността при посещението си на града.